# Acanthiophilus walkeri
Acanthiophilus walkeri är en tvåvingeart som först beskrevs av Thomas Vernon Wollaston 1858.  Acanthiophilus walkeri ingår i släktet Acanthiophilus och familjen borrflugor. Inga underarter finns listade i Catalogue of Life.